# イヌシバ

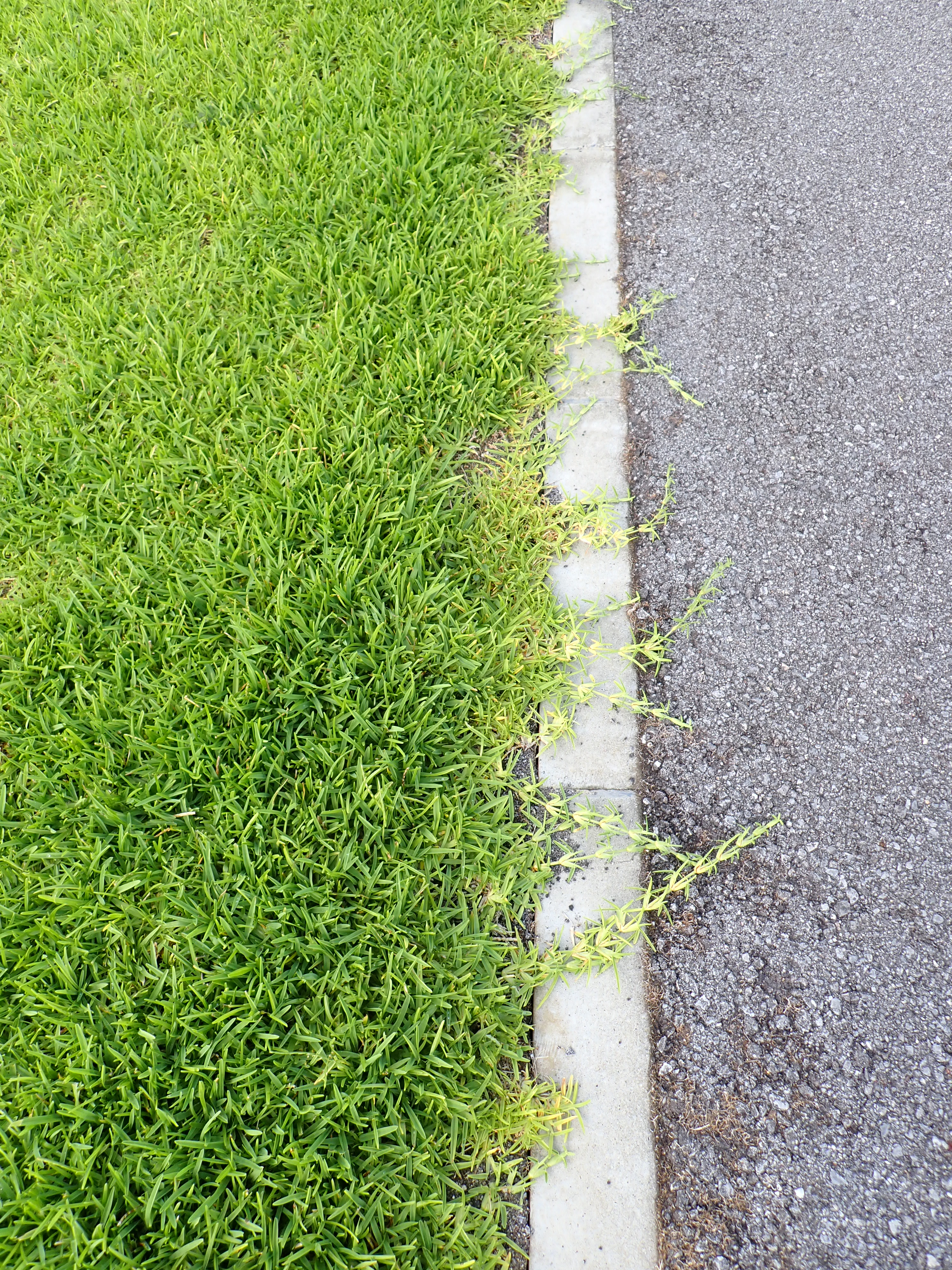
匍匐茎

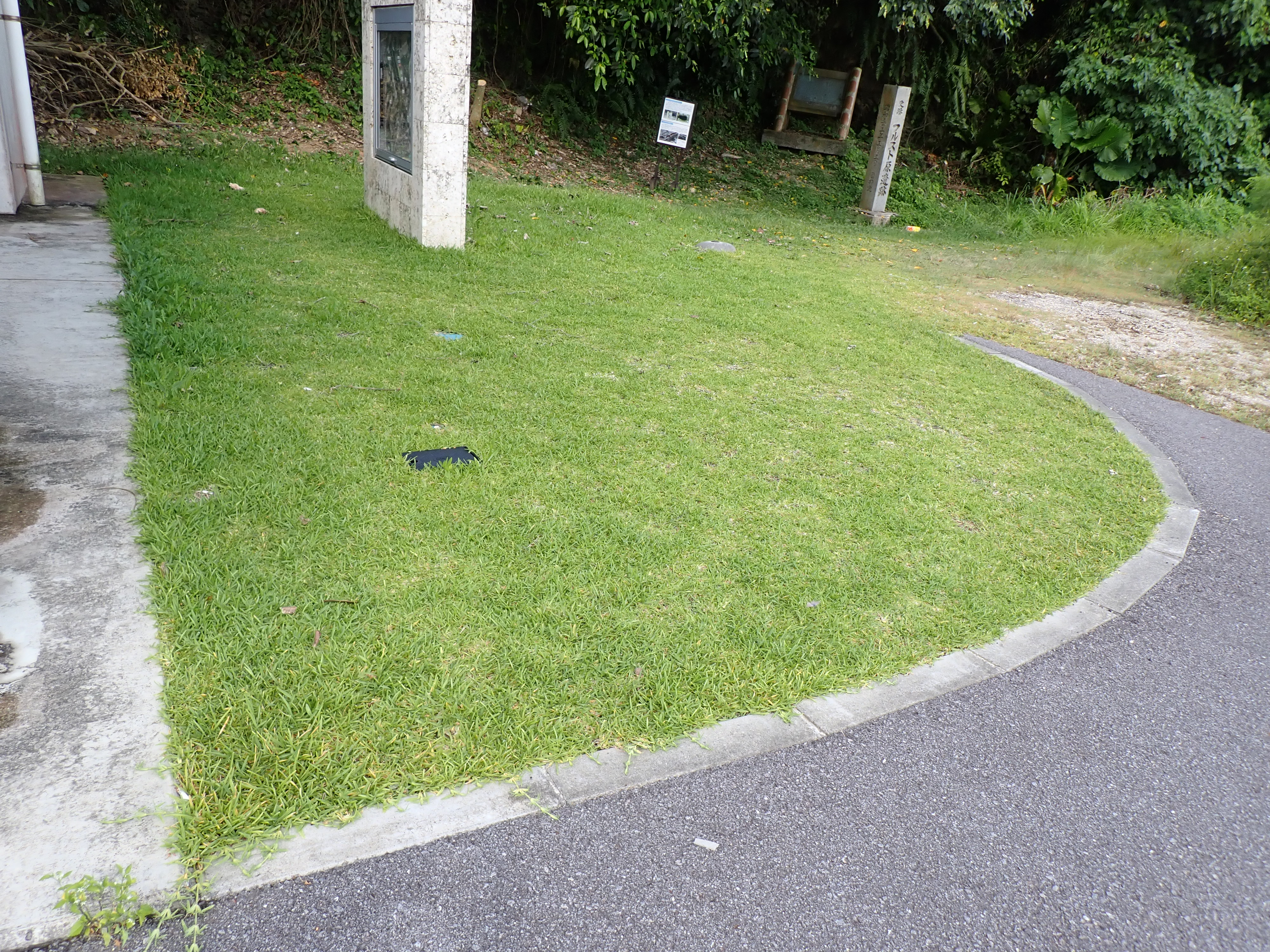
地表面をよく被覆（2025年6月 沖縄県石垣市 フルスト原遺跡駐車場）

イヌシバ（別名　セントオーガスティングラス、学名：Stenotaphrum secundatum）はイネ科イヌシバ属の多年生草本。

## 特徴
匍匐枝を伸ばし地表に広がり、直立枝は高さ10–30 cm。全体に肉質で光沢があり無毛。葉身は長さ4–10 cm、幅4–10 mm、鈍頭。葉鞘は扁平で口部に短い毛がある。穂状花序は長さ5–10 cm、幅3–5 mm、軸は扁平で肉質、片側の節に無柄小穂が1個つくか、無柄小穂と有柄小穂が対になってつき、熟すと節が折れて脱落する。小穂は長さ4–5 mm、幅1.5–2 mm、第1小花は雄性または護頴のみで、第2小花が両性で結実する。開花期は4–12月。

## 分布と生育環境
熱帯アメリカ原産で、世界の熱帯に広く帰化。日本では本州（千葉）、四国（高知）、九州、沖縄に帰化。芝生に利用され逸出がみられる。

## 利用
暖地向けの被覆植物で、地表面を完全に覆うことから雑草の侵入が少ない。踏圧にも強く、運動広場や公園の芝生として利用される。コウライシバに比べ耐陰性が強く、樹木下でも植栽可能。葉に白い縦縞が幅広く入る斑入り品種もある。挿木で繁殖可能。成長は早く、年4–8回の刈り込みが必要。刈り込みせずに放置すると葉長30 cmを超える。出穂期にスス病が発生しやすいので、早期に刈り込む。